# Emblema dell'Arabia Saudita
L'emblema dell'Arabia Saudita (شعار المملكة العربية السعودية) è formato, in accordo con la costituzione dello Stato, da due spade incrociate ai piedi di una palma. Le due spade richiamano il trionfo militare del fondatore del regno Abd al-Aziz, che nel 1926 completò la conquista dell'attuale territorio dello Stato, e rappresentano il trionfo militare dell'Islam. Inoltre, esse simboleggiano la giustizia e l'onestà. L'emblema è stato adottato ufficialmente dalla casa reale saudita nel 1950.